# Luigi Traini
Luigi Traini (San Benedetto del Tronto, 24 ottobre 1926 – San Benedetto del Tronto, 14 dicembre 1992) è stato un calciatore e allenatore di calcio italiano, di ruolo attaccante.

## Biografia
È stato sposato con Stella Notti, figlia di Alfredo, ex calciatore ed allenatore della Sambenedettese negli anni '40 e '50; suo fratello Antonio è stato a sua volta un calciatore nella Sambenedettese a metà degli anni '50.
È deceduto a causa di una malattia incurabile il 14 dicembre 1992.

## Caratteristiche tecniche
Giocava come centravanti ed era dotato di una notevole elevazione, che gli consentiva di ben figurare nel gioco aereo.

## Carriera

### Giocatore
Iniziò a giocare nelle giovanili della Sambenedettese durante il periodo della Seconda guerra mondiale, per poi esordire in prima squadra in Serie C nel dopoguerra. Nel 1947 venne passò all'Alessandria, club di Serie A, con cui esordì in massima serie l'8 febbraio 1948 in Alessandria-Milan 2-2; pochi minuti dopo il suo ingresso in campo si infortunò gravemente in un contrasto con il difensore rossonero Gianni Toppan, e nel seguito della stagione giocò solamente un'altra partita, contro la Sampdoria. Fu il primo giocatore cresciuto nelle giovanili della Sambenedettese a giocare in massima serie. L'anno seguente passò alla SPAL, con cui mise a segno 4 gol in 15 presenze nel campionato di Serie B.
Nel 1949 fece ritorno alla Sambenedettese, con cui giocò per sei anni in Serie C; in particolare nella stagione 1952-1953 mise a segno 8 gol in 33 presenze, nella stagione 1953-1954 realizzò 7 gol in 32 partite, mentre l'anno seguente, il suo ultimo in carriera alla Sambenedettese, fece altri 7 gol in 33 presenze.
Dopo una stagione in IV Serie al Pescara, chiusa con 27 gol in 30 partite, passò all'Ascoli, sempre in IV Serie; al termine della stagione 1956-1957 la squadra ottenne la promozione in Serie C, categoria in cui Traini rimase per altri due anni, sempre con i bianconeri. Chiuse infine la carriera con la maglia della Casertana, con cui giocò due stagioni consecutive in Serie D.
In carriera ha giocato complessivamente 2 partite in Serie A e 15 partite con 4 gol in Serie B.

### Allenatore
Terminata la carriera da allenatore iniziò subito ad allenare nel settore giovanile della Sambenedettese, per poi diventare allenatore in seconda della prima squadra durante il periodo in cui la guida tecnica dei rossoblu fu affidata a Marino Bergamasco; durante la stagione 1976-1977 sostituì per alcune partite Eugenio Fantini sulla panchina della prima squadra, che in quell'anno giocava in Serie B e a fine anno conquistò la salvezza. Lavorò come allenatore in seconda anche durante la stagione 1978-1979, con Nicola Tribuiani e Lauro Toneatto come allenatori della prima squadra.

## Palmarès

### Giocatore

#### Competizioni nazionali
- IV Serie: 1

Pescara: 1955-1956

#### Competizioni regionali
- Promozione: 1

Ascoli: 1956-1957